# A Carne É Fraca
A Carne É Fraca é um documentário produzido pelo Instituto Nina Rosa sobre os impactos que o ato de comer carne representa para a saúde humana, para os animais e para o meio ambiente.
É considerado por muitos vegetarianos um dos maiores documentários vegetarianos gravados 100% no Brasil, assim expondo a realidade da pecuária no Brasil e não apenas fora do Brasil, assim trazendo maior sensibilidade ao saber que existem horrores acontecendo ao lado da sua casa. A filmagem foi disponibilizada em quatro idiomas: português, francês, inglês e espanhol.
O documentário além de conter entrevistados famosos, conta com a presença de pesquisadores e estudantes da USP (Universidade de São Paulo) uma universidade referencia no Brasil e reconhecida em todo mundo. 
Conta com a participação dos seguintes entrevistados, entre outros:
- Éder Jofre, ex-pugilista brasileiro;
- Dagomir Marquezi, jornalista brasileiro
- Washington Novaes, jornalista brasileiro
- Flávia Lippi, jornalista brasileira
- Marly Winckler, socióloga brasileira e ex-presidente da Sociedade Vegetariana Brasileira

## Sinopse
Narrado pela ativista em defesa dos direitos animais Nina Rosa, o documentário expõe o impacto ambiental do crescimento da pecuária no Brasil, as consequências do consumo de carne para a saúde humana e a rotina de matadouros e frigoríficos em relação ao tratamento com os animais. É também exposto em detalhes as práticas do manejo de frangos e pintinhos em granjas, além do tratamento dos bezerros submetidos para a produção do Baby beef. Os eixos temáticos do documentário são expostos a partir da visão de diferentes atores sociais em relação aos ramos do Direito, Nutrição, Ecologia, Medicina, Educação, Psicologia e Comunicação.

## Repercussão
Além de ser considerado como um referência para o público vegetariano, o documentário foi exibido publicamente em determinadas cidades e universidades brasileiras como a prefeitura de Belo Horizonte, a associação comercial de Itapira, o campus de Sorocaba da Universidade Federal de São Carlos (UFSCAR) e a Universidade Estadual de Ciências da Saúde de Alagoas (Uncisal).
Durante o VII Festival Internacional de Cinema e Vídeo Ambiental (FICA) em 2005, ocorrido na cidade goiana de Goiás, o documentário foi exibido e recebeu uma crítica do jornal O Globo por "em alguns momentos ser meio piegas e procurar impor que você deve ser vegetariano”.